# Guillaume de La Tremblaye
Guillaume de La Tremblaye (1644-1715) est un moine, sculpteur et architecte français.

## Biographie
Guillaume de La Tremblaye voit le jour en 1644 à Bernay. Sa date de naissance est supposée par l'âge donné lors de sa profession religieuse comme convers de la congrégation de Saint-Maur le 9 mars 1669 à l'abbaye du Bec où il est dit avoir 25 ans.
Il meurt le 9 janvier 1715 à l'abbaye aux Hommes à Caen.

## Réalisations
- 1666 : cloître de l'abbaye du Bec
- 1675 : chaire de l'abbaye du Bec[1], aujourd'hui à la cathédrale d'Évreux
- 1683 - 1684 : maître-autel[2] de l'abbaye du Bec, aujourd'hui à l'église Sainte-Croix de Bernay
- 1684 : chapelle Notre-Dame-de-Liesse de l'abbaye Saint-Ouen de Rouen
- 1699 : jubé de marbre jaspé encadré de statues[3],[4] et surmonté d'un crucifix, aujourd'hui à l'église Sainte-Croix de Bernay
- 1704 - 1715 : reconstruction des bâtiments conventuels de l'abbaye Saint-Étienne de Caen
- 1705 : église de Saint-Germain-des-Prés

Il serait également l'auteur des plans des bâtiments conventuels de l'abbatiale de la Trinité de Caen, de Saint-Denis[Quoi ?], des Mathurins[Quoi ?] et de l'église Saint-Désir de Lisieux[réf. nécessaire].